# Ulrico Hess
Ulrico Hess (* 25. Februar 1939 in Losone; † 6. März 2006 in Zürich; heimatberechtigt in Wald ZH und Losone) war ein Schweizer Berufsoffizier (Korpskommandant).
Nach einer Berufsausbildung zum Elektrozeichner und Weiterbildung am Abendtechnikum war er in einem Elektronikunternehmen im Kanton Tessin tätig. 1972 trat Ulrico Hess ins Instruktionskorps der Infanterie ein. Von 1986 bis 1988 war er Kommandant der Grenadierschule in Isone.
Von 1987 bis 1989 kommandierte Hess das Stadtzürcher Infanterieregiment 27, von 1989 bis 1997 die Felddivision 6 und von 1998 bis zur Auflösung 2003 als Korpskommandant das Feldarmeekorps 4.